# Nymphon kurilocompactum
Nymphon kurilocompactum is een zeespin uit de familie Nymphonidae. De soort behoort tot het geslacht Nymphon. Nymphon kurilocompactum werd in 2004 voor het eerst wetenschappelijk beschreven door Turpaeva. 